# Thesaurierung
Thesaurierung (altgriechisch thesauros, „Schatzhaus“) ist im Finanzwesen die Bezeichnung für die Nicht-Ausschüttung von Gewinnen in Unternehmen oder für einen bestimmten Investmentfonds.

## Allgemeines
Thesaurierung ist allgemein die Anhäufung von Geld wie beispielsweise das Horten.

## Unternehmen (in Deutschland)

### Wirtschaftliche Aspekte
Werden Gewinne im Unternehmen einbehalten und nicht an die Gesellschafter ausgeschüttet, spricht man von Gewinnthesaurierung. Erwirtschaftete Gewinne sollen dabei im Unternehmen verbleiben, was durch Zuführung zu den Gewinnrücklagen (§§ 272 Abs. 3 HGB, § 266 Abs. 3 lit. A III HGB) in der Bilanz geschieht. Folge dieser Eigenfinanzierung, Innenfinanzierung und Selbstfinanzierung ist eine – ceteris paribus – höhere Eigenkapitalquote. Für  Aktiengesellschaften besteht eine gesetzliche Verpflichtung zur Gewinnthesaurierung nach § 150 Abs. 2 AktG (gesetzliche Rücklage). Voraussetzung der Gewinnthesaurierung bei Personengesellschaften ist, dass der Gewinn durch Bilanzierung und nicht durch Einnahmenüberschussrechnung ermittelt wird. Die Gewinnthesaurierung ist eine Art der Gewinnverwendung. 

### Handelsrecht
Der Bundesgerichtshof (BGH) stellte im März 1996 fest, dass es eine Priorität der Thesaurierung vor der Gewinnausschüttung nicht gebe. Vielmehr gehe das Gesetz vom Vollausschüttungsanspruch der Gesellschafter aus.

### Steuerrecht
Sind gemäß § 34a EStG in dem zu versteuernden Einkommen nicht entnommene Gewinne aus Land- und Forstwirtschaft, Gewerbebetrieb oder selbständiger Arbeit enthalten, so ist die Einkommensteuer für diese Gewinne auf Antrag des Steuerpflichtigen ganz oder teilweise mit einem Steuersatz von 28,25 Prozent zu berechnen.
Mit der niedrigeren Steuerlast soll die Bildung von Eigenkapital gefördert werden.

## Investmentfonds
Die meisten Investmentfonds schütten ihre Kapitalerträge (Dividenden, Zinserträge) an die Inhaber der Investmentzertifikate aus. Behalten sie diese Erträge jedoch ein und verwenden sie für die Wiederanlage, handelt es sich um Thesaurierungsfonds. Auch Garantiefonds können Thesaurierungsfonds sein, wenn sie anfallende Erträge einbehalten und wieder anlegen.
Die Thesaurierung sorgt gegenüber der Ausschüttung oft für eine überproportionale Steigerung des Fondsanteilwertes, vergleichbar dem Zinseszins-Effekt bei Geldanlagen. 

### Einkommenssteuer in deutschsprachigen Ländern
In Österreich unterliegen thesaurierende Fonds einer jährlichen Besteuerung einbehaltener Erträge (sog. „ausschüttungsgleiche Erträge“) mit 27,5 % Kapitalertragsteuer (KESt) – unabhängig von einer tatsächlichen Ausschüttung (§ 186 InvFG 2011). Auch Veräußerungsgewinne aus dem Verkauf von Fondsanteilen werden pauschal mit 27,5 % KESt besteuert, wobei keine Spekulationsfrist gilt (§ 93 Abs. 1 EStG). Die Steuerabwicklung erfolgt automatisch bei inländischen „Meldefonds“ (registrierten Fonds), während Anleger bei „Nicht-Meldefonds“ die Erträge selbst deklarieren müssen. Anders als in Deutschland existiert keine Vorabpauschale; die Besteuerung basiert stattdessen auf realisierten Fondserträgen (z. B. Zinsen, Dividenden oder interne Verkäufe). Der einheitliche Steuersatz und die automatische Abführung bei Meldefonds sollen administrative Hürden minimieren.  
In Deutschland muss der Anleger  sowohl ausgeschüttete als auch thesaurierte Erträge sowie Gewinne aus der Veräußerung von Fondsanteilen bei der Einkommensteuer als Einkünfte aus Kapitalvermögen gemäß § 20 Abs. 1 Nr. 3, 3a EStG versteuern. Bei thesaurierenden Publikumsfonds wird jährlich eine Vorabpauschale besteuert.
In der Schweiz unterliegen thesaurierende Fonds keiner direkten Besteuerung einbehaltener Erträge. Stattdessen werden sie im Rahmen der Vermögenssteuer erfasst, bei der der Marktwert der Fondsanteile jährlich deklariert werden muss. Ausschüttungen aus Fonds (z. B. Dividenden oder Zinsen) werden als Einkommen besteuert und unterliegen der Einkommenssteuer auf Bundes-, Kantons- und Gemeindeebene. Veräußerungsgewinne aus dem Verkauf von Fondsanteilen sind steuerfrei, sofern die Anteile im Privatvermögen gehalten wurden. Bei ausländischen Fonds wird eine Quellensteuer von 35 % auf Ausschüttungen einbehalten, die jedoch über die Steuererklärung zurückgefordert werden kann. Anders als in Deutschland oder Österreich existiert keine Vorabpauschale oder ähnliche Regelungen.
In Liechtenstein unterliegen thesaurierende Fonds keiner direkten Besteuerung einbehaltener Erträge. Stattdessen werden sie im Rahmen der Vermögenssteuer erfasst, bei der der Marktwert der Fondsanteile jährlich deklariert werden muss.
In Luxemburg unterliegen thesaurierende Fonds ebenfalls keiner direkten Besteuerung einbehaltener Erträge. Sie werden jedoch im Rahmen der Vermögenssteuer erfasst, sofern der Gesamtwert des Vermögens die Freigrenze überschreitet.